# Ascia Lochaber
L'ascia Lochaber era un'arma inastata usata in Scozia nel XVII secolo. Era una grande ascia da battaglia con asta (manico) di oltre un metro e mezzo di lunghezza a cui era fissata una mannaia terminante con una punta di scure. Deriva quasi certamente dalla berdica in uso in Europa Orientale sin dal XV secolo..

## Costruzione
Rispetto alla berdica, l'ascia Lochaber ha:
- Asta (manico) più lunga, di lunghezza compresa tra i 150 ed i 180 cm;
- Lama di mannaia rassomigliante a quella della voulge franco-svizzera del XIV secolo che solo nella parte terminale presenta profilo simile a quello della scure. Lunga oltre 40 cm, era assicurata all'asta da due anelli d'arresto dei quali il superiore poteva presentare un uncino protendentesi posteriormente alla lama.

Come la berdica, la Lochaber presenta un puntale di metallo in fondo all'asta, sia per controbilanciare il peso della lama che per permettere all'arma di essere utilizzata come bastone durante la marcia.

## Storia
L'uso dell'ascia Lochaber è testimoniato nel Regno di Scozia nella seconda metà del XVI secolo quando cioè gli scozzesi, a seguito degli scontri con i Tudor del Regno d'Inghilterra, abbandonarono le strategie belliche medievali in funzione di quelle moderno-rinascimentali. L'ascia Lochaber si inquadrò in questo contesto come una pesante arma da mischia atta a tranciare la picca del fante nemico o la lunga lancia di un cavaliere, occupando cioè quella nicchia tattica che in Europa Occidentale era solitamente riempita dall'alabarda.
Secondo alcuni studiosi la Lochaber si sarebbe diffusa in Scozia a seguito del contatto con guerrieri armati di berdica, sorta di ascia-mannaia in uso in Europa Orientale sin dal XIV secolo. Più probabilmente, in Scozia come nell'Europa Orientale, il forte influsso culturale esercitato dai vichinghi durante il Medioevo aveva diffuso l'usco di grandi scuri da guerra (v. Ascia danese) poi sviluppatesi sino alle dimensioni di un'arma inastata durante il Rinascimento.
Nella Battaglia di Bun Garbhain (1570), tra il Clan Cameron ed il Clan Mackintosh, Taillear Dubh na Tuaighe, figlio del 14° capo del Clan Cameron e guerriero ben noto per la sua mortifera abilità con l'ascia da battaglia, colpì a morte il capo dei Mackintosh con la sua Lochaber.
La Lochaber restò in uso agli scozzesi lungo tutto il XVII secolo. Ancora ai tempi dell'insurrezione giacobita del 1745, la Lochaber era arma di prima scelta per i guerrieri scozzesi. Il sanguinoso esito dell'avventura giacobita concorse certamente a relegare l'arma al rango cerimoniale: a partire dal 1767, l'ascia Lochaber divenne arma-simbolo delle guardie della torre di Edimburgo.